# Hrabství
Hrabství byly původně správní celky, v jejichž čele stál hrabě. Hrabství začala vznikat ve středověké Evropě, v době křížových výprav byla zakládána i na Blízkém východě.
Slovem hrabství se tradičně až archaicky překládá do češtiny i označení územních jednotek v Anglii, Irsku, Severním Irsku, Skotsku a Walesu (anglicky county). 
Stejné označení v USA se však častěji překládá jako okresy. Také v ostatních zemích včetně Spojeného království již převládá pojetí jako neutrální územní správní jednotky bez vazby na osobu jakéhokoli hraběte nebo tradičního dělení na dřívější panství, tedy odpovídá spíše právě pojmu okresu.

## Historie
Hrabství začala vznikat za Merovejců ve Franské říši jako určitá území, která spravoval úředník zvaný hrabě (latinsky comes) jako zástupce krále či císaře. Za Ottonské dynastie se tento úřad stal postupně dědičným šlechtickým titulem a hrabství se stalo majetkem hraběte.
V českých zemích existovalo Kladské hrabství, založené roku 1459 králem Jiřím z Poděbrad pro syna Viktorína z Poděbrad, avšak roku 1742 bylo postoupeno Prusku. Na hrabství bylo v roce 1630 povýšeno panství Náměšť nad Oslavou. S českými zeměmi mělo vztah také Lucemburské hrabství, jehož hrabě Jan Lucemburský se roku 1310 stal českým králem, nicméně toto hrabství bylo již roku 1354 povýšeno císařem Karlem IV. na Lucemburské vévodství a země se roku 1441 stala součástí Burgundského vévodství.
Habsburkové vládli několika hrabstvím a to Tyrolsku, Gorici a Gradišce a ve Vorarlbersku titulárním hrabstvím Hohenberg, Feldkirch, Bregenz a Sonnenberg, které zanikly jako správní jednotky již ve středověku.
Hrabství mohla být suverénními státy v rámci Svaté říše římské i mimo ní. V rámci Říše byla řada hrabství poddána pouze císaři a tedy byla prakticky samostatnými státy, například Burgundské hrabství, hrabství Artois nebo Hohenzollernsko. Zcela samostatnými byly Sicilské hrabství, Barcelonské hrabství nebo Edesské hrabství. Během napoleonských válek však v rámci Říše byla hrabství buď povýšena na knížectví, jako např. Reussové, nebo ztratila suverenitu ve prospěch silnějších sousedů mediatizací, jako se stalo roku 1806 Harrachům.

## Okněžněné hrabství
Okněžněná hrabství byla hrabství, která byla císařem postavena postaven na roveň knížectvím. Nejznámějším příkladem jsou Okněžněné hrabství Gorize a Gradiška a Okněžněné hrabství Tyrolsko, obě náležející Habsburkům.

## Britská správní jednotka
V současné době se termín hrabství používá jako označení územních správních jednotek ve Spojeném království a v Irsku.

### Anglie
Systém členění Anglie do hrabství vznikl v období od 12. do 16. století, kdy vznikala tradiční hrabství, která vlivem historického vývoje měla různou rozlohu a často i rozličné vnitřní členění. Tato hrabství zanikla roku 1889, kdy byly nahrazeny administrativními hrabstvími a dnes slouží pouze jako celky pro zeměpisné popisy.
Anglie se v zásadě od roku 1974 územně člení na regiony, hrabství, distrikty a obce. Hrabství mohou být metropolitní, tedy zahrnující velkoměstské aglomerace a je jich šest, a nemetropolitní, kterých je 35 a zahrnují zbytek země, s výjimkou území spravovaných Unitary authority.
Ceremoniální hrabství
Pro ceremoniální účely má britský král ve Velké Británii své zástupce, nazvané Lord-Lieutenant, kteří jej zastupují na určitém území, zvaném ceremoniální hrabství při předávání vyznamenání, otevírání význačnějších staveb, charitách a podobně.

### Skotsko
Skotsko se od roku 1996 člení na 32 správních oblastí, nicméně v minulosti se země členila na hrabství. Do roku 1890 to bylo 34 "tradičních" hrabství, a poté na jejich základě vznikla administrativní hrabství, která trvala až do roku 1975.

### Wales
Wales se tradičně dělil na 13 tradičních hrabství, která zanikla roku 1889 a na jejichž základě vznikla administrativní hrabství, která vydržela s řadou změn do roku 1996. Dnes se Wales dělí na správní oblasti unitary authorities. Nicméně pro ceremoniální účely existují takzvaná zachovaná velšská hrabství, která jsou obdobou anglických ceremoniálních hrabství.

### Severní Irsko
Severní Irsko se tradičně dělilo na šest hrabství.

### Irsko
Irsko se tradičně dělilo na 32 hrabství, ale v roce 1926 v souvislosti s rozdělením Irska na Irský svobodný stát a Severní Irsko, došlo k oddělení 6 severních hrabství a současná Irská republika má tedy 26 hrabství.

### Zámoří
Administrativní členění na hrabství (county) se používá i v Kanadě, USA, Austrálii a na Novém Zélandu.